# روزماري سوليفان
روزماري سوليفان هي كاتِبة وشاعرة كندية، ولدت في 29 أغسطس 1947 في Greater Montreal ‏ في كندا.

## وصلات خارجية
- روزماري سوليفان على موقع IMDb (الإنجليزية)